# DeKalb County (Tennessee)
DeKalb County ist ein County im US-Bundesstaat Tennessee der Vereinigten Staaten. Das U.S. Census Bureau hat bei der Volkszählung 2020 eine Einwohnerzahl von 20.080 ermittelt. Der Verwaltungssitz (County Seat) ist Smithville.

## Geographie
Das County liegt nordöstlich des geographischen Zentrums von Tennessee und hat eine Fläche von 852 Quadratkilometern, wovon 63 Quadratkilometer Wasserfläche sind. Es grenzt im Uhrzeigersinn an folgende Countys: Putnam County, White County, Warren County, Cannon County, Wilson County und Smith County.

## Geschichte
DeKalb County wurde am 11. Dezember 1837 aus Teilen des Cannon-, Jackson-, Warren-, White- und Wilson County gebildet. Benannt wurde es nach Johann DeKalb, einem deutsch-amerikanischen Generalmajor der Kontinentalarmee im Amerikanischen Unabhängigkeitskrieg.

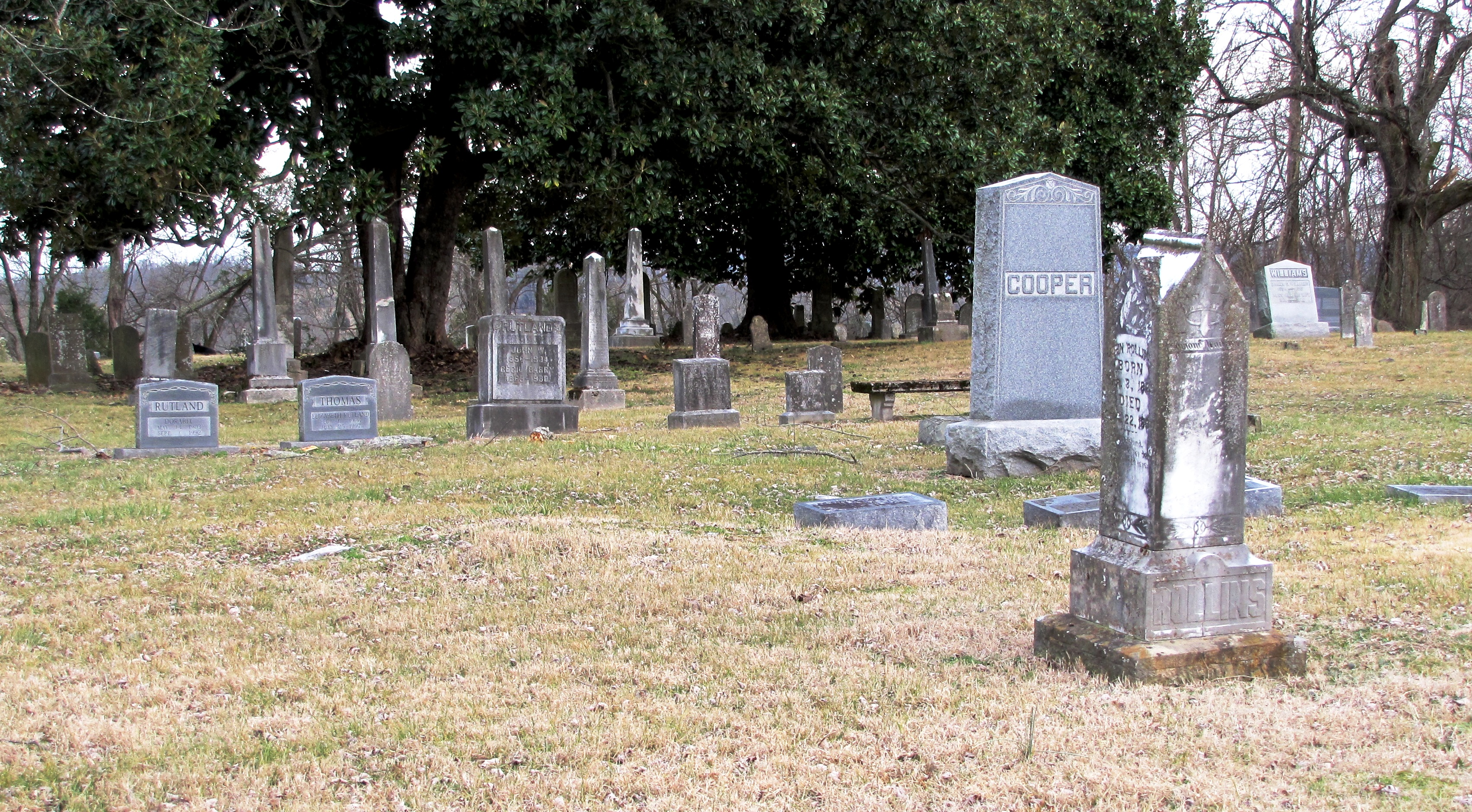
Der Alexandria Cemeteries Historic District ist einer von fünf Einträgen des Countys im NRHP.

Fünf Bauwerke und Stätten des Countys sind im National Register of Historic Places (NRHP) eingetragen (Stand 13. August 2018).

## Demografische Daten

Alterspyramide DeKalb County

Nach der Volkszählung im Jahr 2000 lebten im DeKalb County 17.423 Menschen in 6.984 Haushalten und 4.986 Familien. Die Bevölkerungsdichte betrug 22 Einwohner pro Quadratkilometer. Ethnisch betrachtet setzte sich die Bevölkerung zusammen aus 95,58 Prozent Weißen, 1,43 Prozent Afroamerikanern, 0,28 Prozent amerikanischen Ureinwohnern, 0,14 Prozent Asiaten, 0,02 Prozent Bewohnern aus dem pazifischen Inselraum und 1,62 Prozent aus anderen ethnischen Gruppen; 0,94 Prozent stammten von zwei oder mehr Ethnien ab. 3,63 Prozent der Bevölkerung waren spanischer oder lateinamerikanischer Abstammung.
Von den 6.984 Haushalten hatten 30,1 Prozent Kinder und Jugendliche unter 18 Jahre, die bei ihnen lebten. 56,1 Prozent waren verheiratete, zusammenlebende Paare, 11,1 Prozent waren allein erziehende Mütter und 28,6 Prozent waren keine Familien. 25,5 Prozent waren Singlehaushalte und in 10,7 Prozent lebten Personen im Alter von 65 Jahren oder darüber. Die Durchschnittshaushaltsgröße betrug 2,45 und die durchschnittliche Haushaltsgröße betrug 2,90 Personen.
23,3 Prozent der Bevölkerung waren unter 18 Jahre alt, 8,5 Prozent zwischen 18 und 24, 29,3 Prozent zwischen 25 und 44, 24,6 Prozent zwischen 45 und 64 und 14,3 Prozent waren älter als 65. Das Durchschnittsalter betrug 38 Jahre. Auf 100 weibliche Personen kamen statistisch 97,7 männliche Personen und auf 100 Frauen im Alter von 18 Jahren und darüber kamen 94,9 Männer.
Das jährliche Durchschnittseinkommen eines Haushalts betrug 30.359 USD, das Durchschnittseinkommen der Familien betrug 36.920 USD. Männer hatten ein Durchschnittseinkommen von 29.483 USD, Frauen 20.953 USD. Das Prokopfeinkommen betrug 17.217 USD. 11,8 Prozent der Familien und 17,0 Prozent der Einwohner lebten unterhalb der Armutsgrenze.